# Leiobunum socialissimum
Leiobunum socialissimum is een hooiwagen uit de familie Sclerosomatidae.. In sommige online bronnen was het een spelfout, zoals "socialissium" .